# Gastrocopta sharae
Gastrocopta sharae is een slakkensoort uit de familie van de Gastrocoptidae. De wetenschappelijke naam van de soort is voor het eerst geldig gepubliceerd in 2017 door Salvador, Cavallari en Simone.

## Voorkomen
De soort is alleen bekend vanuit Brazilië.